# ستيفن إم. ليفين
ستيفن إم. ليفين (بالإنجليزية: Stephen M. Levin)‏ هو مدرس أمريكي، ولد في 16 أكتوبر 1941، وتوفي في 7 فبراير 2012.